# Plantegumia
Plantegumia is een geslacht van vlinders van de familie van de grasmotten (Crambidae), uit de onderfamilie van de Glaphyriinae. De wetenschappelijke naam en de beschrijving van dit geslacht zijn voor het eerst gepubliceerd in 1956 door Hans Georg Amsel. Amsel beschreef ook de eerste soort uit het geslacht, Plantegumia venezuelensis, die als typesoort is aangeduid.

## Soorten
- Plantegumia flavaginalis (Hedemann, 1894)
- Plantegumia leptidalis (Hampson, 1913)
- Plantegumia venezuelensis Amsel, 1956